# San Marcial
San Marcial är en ort i Mexiko.   Den ligger i kommunen Guasave och delstaten Sinaloa, i den västra delen av landet, 1 200 km nordväst om huvudstaden Mexico City. San Marcial ligger 39 meter över havet och antalet invånare är 237.
Terrängen runt San Marcial är platt. Runt San Marcial är det ganska tätbefolkat, med 104 invånare per kvadratkilometer. Närmaste större samhälle är Guamúchil, 18,7 km sydost om San Marcial. Trakten runt San Marcial består till största delen av jordbruksmark.